# Albatros B.II
Albatros B.II byl jednomotorový německý dvoumístný pozorovací a cvičný dvouplošník, používaný v první světové válce.

## Vznik a výroba
Konstrukčně vycházel ze stroje Albatros B.I zkrácením nosných ploch do ctyřpříhradové místo šestipříhradové nosné soustavy. Pohon zajišťoval vodou chlazený stojatý šestiválec Mercedes D.I o výkonu 74 kW s dvoulistou dřevěnou vrtulí Reschke. Letoun byl poprvé zalétán koncem roku 1913. Ještě před začátkem války letectvo u Albatrosu se sídlem v Johannisthalu objednalo sériovou výrobu B.II, do které zařadilo i podnik L.F.G. Roland z Berlína. Dalšími lecenčními producenty se staly také společnosti Bayereische Flugzeugwerke A.G., Albatros-Militär-Werkstätten, Kondor Flugzeugwerke G.m.b.H, Mercur Flugzeugbau, Automobil und Aviatik A.G. a Linke-Hofman Werke. Ve strojírnách MAN byly vyrobeny pouze dva kusy. Za války se Albatros B.II stavěl i v Rakousko-Uhersku jako tamní typ B.I s nosnými plochami upravenými profesorem Knollerem. Po válce pak modifikovaný B.II vyráběl švédský podnik SW jako typ Sk-1.
Během německé výroby byly do draku B.II instalovány také motory Benz Bz.II o výkonu 81 kW s vrtulí Schwarz, méně pak Mercedes D.II o výkonu 88 kW a Argus As.II se stejným výkonem. V roce 1917 byl z důvodu nedostatku kvalitních tenkostěnných trubek z chrommolybdenu originální B.II překonstruován na verzi B.IIa, u níž bylo užití trubek omezeno jen na kostry kormidel a křidélek. Vše ostatní nahradilo dřevo.

## Nasazení
Albatrosy B.II i B.IIa byly od všech výrobců zařazovány k pilotním školám a doplňovacím jednotkám od roku 1914 až do konce války. Po ukončení války byly letuschopné stroje spojeneckou odzbrojovací komisí předány finskému, lotyšskému, litevskému a polskému letectvu. Jeden Albatros B.II používalo po roce 1918 také Československé letectvo. Německo ještě za války dodalo menší počty B.II do Bulharska a Turecka, trofejní B.II se objevil i ve Velké Británii.

## Konstrukce
Originální B.II s motorem Mercedes D.I měl smíšenou konstrukci. Základ trupu tvořila dřevěná poloskořepinová příhrada s nosným překližkovým potahem, do níž byla v přední části zakomponována příhrada svařená z ocelových trubek, nesoucí závěsy dolního křídla, podvozku, kozlíku horního křídla a motorové lože. Nosné plochy měly dva skládané dřevěné nosníky, trubková žebra a náběžnou hranu s koncovým obloukem trubkovými. Odtokovou hranu tvořilo ocelové lanko. Potah byl plátěný. Křidélka na horním křídle měla trubkové kostry a potah plátnem, stejně jako kompletní ocasní plochy. Rovněž všechny vzpěry byly trubkové. U letounů se nejčastěji používaly boční sloupové voštinové chladiče na trupu, stroje s pohonnými jednotkami Benz a Argus měly krabicové chladiče před náběžnou hranou křídla.
Stroje B.II od různých výrobců vykazovaly množství drobných odlišností, například půdorys křidélek, chladiče, výfuky, vzpěry vodorovného stabilizátoru apod.

## Hlavní technické údaje
Údaje platí pro B.II v základním provedení s dvojím řízením a motorem Mercedes D.I
- Rozpětí: 12,80 m
- Délka: 7,76 m
- Výška: 3,15 m
- Nosná plocha: 40,64 m²

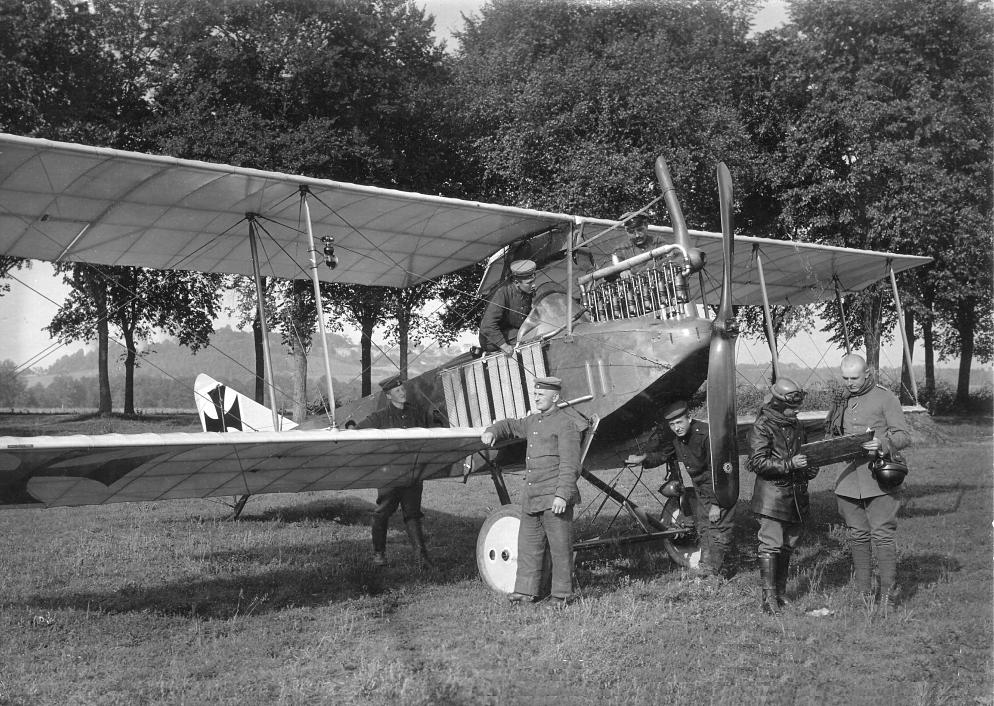
Albatros B.II

- Hmotnost prázdného letounu: 725 kg
- Vzletová hmotnost: 1170 kg
- Max. rychlost u země: 105 km/h
- Cestovní rychlost: 90 km/h
- Počáteční stoupavost: 1,60 m/s
- Dostup: 3000 m
- Vytrvalost: 4 h